# (73325) 2002 JL101
2002 جاي أل 101 (ويعرف أيضًا باسم (73325) 2002 جاي أل 101 وفق تسمية الكوكب الصغير) (بالإنجليزية: 2002 JL101)‏؛ هو كويكب ضمن حزام الكويكبات.
اكتُشف هذا الجُرم الفلكي بواسطة بحث لنكولن عن الكويكبات القريبة من الأرض في 9 مايو 2002، وترتيبه 73325 من حيث الاكتشاف.

## الوصف
اكتُشف 733252002JL في 9 مايو 2002 في مرصد ماغدالينا ريدج، الواقع في مقاطعة سوكورو، نيومكسيكو في الولايات المتحدة، بواسطة مشروع بحث لنكولن عن الكويكبات القريبة من الأرض (بالإنجليزية: Lincoln Near-Earth Asteroid Research)‏ LINEAR. وقد رصد المشروع 801 مشاهدة للكويكب إلى غاية 13 أبريل 2021 بتوقيت منطقة المحيط الهادئ، أي في مدة قدرها 9,720 يومًا (26.6 عام). تستغرق الفترة المدارية للكويكب 1,460 يومًا (4 عام).

## الخصائص المدارية
يتميز مدار هذا الكويكب بنصف محور رئيسي يبلغ 2.52 وحدة فلكية، وحضيض قدره 2.12 وحدة فلكية، وانحراف قدره 0.157 وزاوية ميلان 16.4 درجة بالنسبة لمسار الشمس. بسبب هذه الخصائص، أي نصف المحور الرئيسي بين 2 و3.2 وحدة فلكية وحضيض أكبر من 1,666 وحدة فلكية، يُصنف هذا الجُرم الفلكي وفقًا لقاعدة بيانات مختبر الدفع النفاث لأجرام النظام الشمسي الصغيرة كائنًا من حزام الكويكبات الرئيسي.

## الخصائص الفيزيائية
يُقدر القدر المطلق (H) لـ733252002JL بـ15.83 ووضاءته بـ0.161، مما يمكِّن تقدير قطره بـ 2.514كم. استُخلصت هذه النتائج بفضل ملاحظات مستكشف الأشعة تحت الحمراء عريض المجال (WISE)، وهو مرصد فضائي أمريكي وُضع في المدار في عام 2009 ويراقب السماء بأكملها بالأشعة تحت الحمراء، في عام 2011، نُشرت النتائج الأولى المتعلقة بالكويكبات من الحزام الرئيسي.

## وصلات خارجية
- (73325) 2002 JL101 في قاعدة بيانات مختبر الدفع النفاث لأجرام النظام الشمسي الصغيرة

- الاكتشاف · مخطط المدار ·  العناصر المدارية · المعلمات المادية

- (73325) 2002 JL101 على موقع ويكي سكاي: DSS2, SDSS, GALEX, IRAS, Hydrogen α, X-Ray, Astrophoto, Sky Map, Articles and images